# Dušan Zbavitel

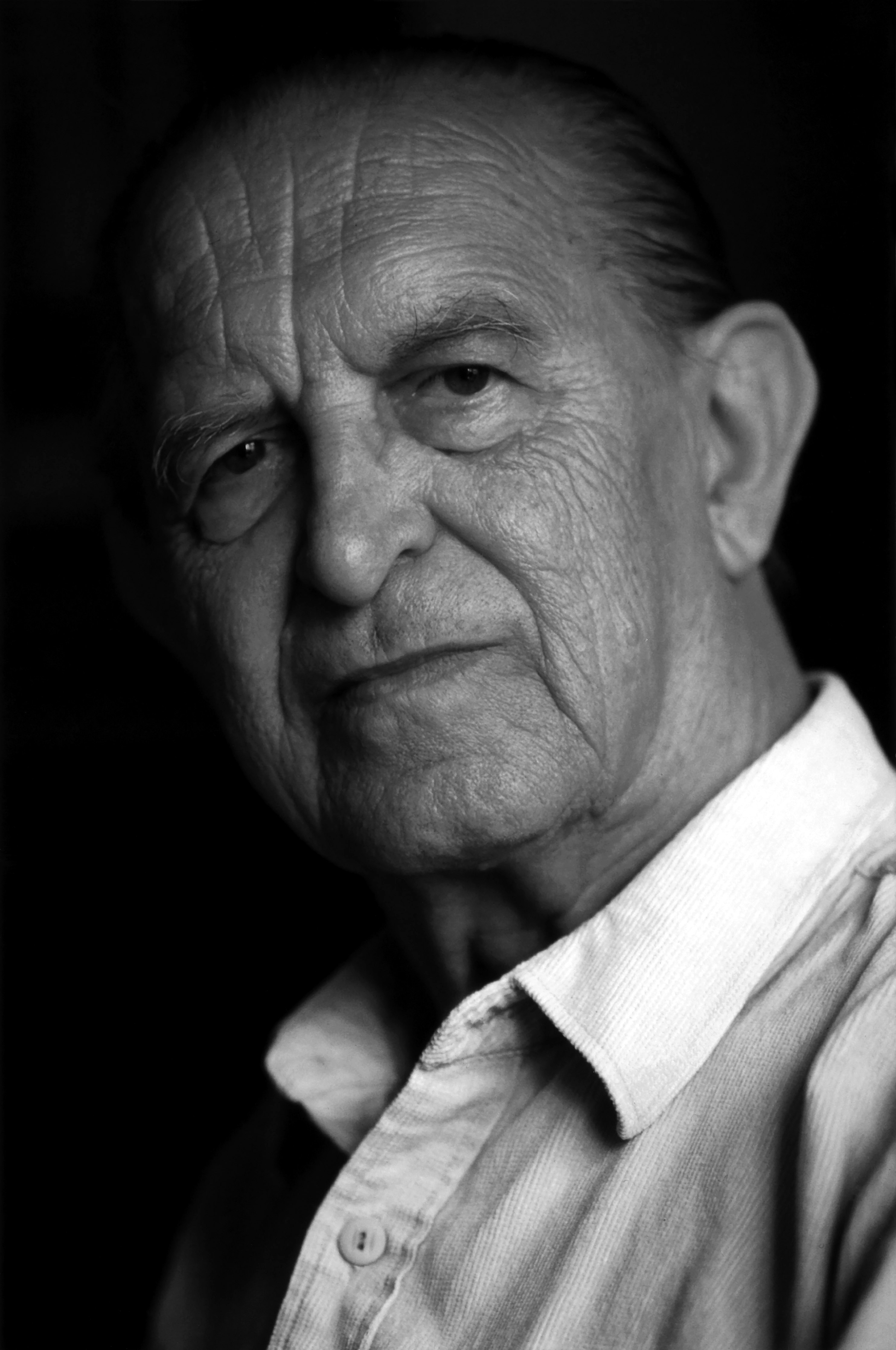
Dušan Zbavitel

Dušan Zbavitel (* 7. Mai 1925 in Košice; † 7. August 2012 in Prag) war ein tschechoslowakischer Indologe und Übersetzer aus dem Englischen, dem  Bengalischen, dem Sanskrit und Pali.

## Leben
Zbavitel wurde im Osten des slowakischen Teils der Tschechoslowakei geboren. Er studierte von 1945 bis 1948 Indologie bei Vincenc Lesný an der Karls-Universität Prag und schloss mit dem Doktortitel ab. 1950 begann er an der Hochschule bengalische Sprache zu unterrichten. Ab 1954 arbeitete er als wissenschaftlicher Mitarbeiter in der Südasienabteilung des Prager Instituts für Orientalistik und wurde 1960 deren Leiter. Nachdem er 1971 wegen politischer Differenzen über den Prager Frühling von 1968 den Hochschuldienst verlassen musste, war er  bis 1978 als freischaffender Übersetzer tätig. Zu den von Zbavitel ins Tschechische übersetzten bengalischen Autoren gehören neben Rabindranath Thakur – zu dessen Dichtung er als ausgewiesener Experte galt – auch Manik Bandyopadhyay, Bibhutibhushan Bandyopadhyay und Sukanta Bhattacharya. Er verfasste die ersten tschechischen Lehrbücher des Bengalischen (dt. 1970) und ein Sanskrit-Lehrbuch (2006) sowie die erste Gesamtübersetzung der Upanishaden direkt aus dem Sanskrit ins Tschechische.
Von 1978 bis zu seiner Pensionierung 1985 lehrte er Bengalisch und Sanskrit an der Sprachschule in Prag, ab 1990 hielt er wieder Vorlesungen zu Hinduismus, Sanskrit- und bengalischer Literatur an der Karls-Universität.
Zbavitel galt als Doyen der Bengali-Forschung in der westlichen Welt. 2006 wurde er für seinen lebenslangen Beitrag zur Vermittlung indischer Sprachen und Literatur mit dem indischen Staatsorden Padma Bhushan ausgezeichnet.